# Peristeria rossiana
Peristeria rossiana är en orkidéart som beskrevs av Heinrich Gustav Reichenbach. Peristeria rossiana ingår i släktet Peristeria och familjen orkidéer. Inga underarter finns listade i Catalogue of Life.